# Вулиця Замкова (Рівне)
Вулиця Замкова — одна з вулиць у центральній частині міста Рівне.
Вулиця починається від вулиці Шкільної і пролягає на південь, згодом переходячи у вулицю 24 Серпня. На вулиці розташовані вхід до речового ринку, а також чимало магазинів.

## Історія
Вулиця розташована в районі, з якого колись започатковувалось місто. На території сучасного стадіону «Авангард» свого часу існував замок, від якого й походить стародавня назва вулиці.
Перша будівля замку, як оборонна споруда, була закладена ще наприкінці 15 століття за часів князів Несвицьких (зокрема, Марії Несвицької), тодішніх володарів міста. Втім, дуже скоро вона згоріла і на її місці було зведено нову споруду, яку спіткала та ж доля.
На початку 18 століття князі Любомирські, які вступили у володіння містом, розпочали перебудову залишків стародавнього дерев'яного замку в кам'яний палац. Втім, з часом він теж занепадає. У 1920-х роках його приміщення ще використовувалися для навчання учнів російської гімназії, а у просторій залі проходили різні зібрання. Також у цей час в приміщенні палацу розміщувалось польське гімнастичне товариство «Сокул», і навіть площа перед замком називалася «Спортивна».
В 1927 році палац згорів і більше не відновлювався. Після Другої світової війни рештки його фундаменту розбирались місцевими жителями. Довго тут була пустка, аж поки на місці колишнього замку не звели міський стадіон «Авангард».
На вулиці Замковій селились переважно євреї — торговці, ремісники. Вони почали заселяти цю вулицю, яка з'єднувала палац Любомирських з містом, ще за часів Станіслава Любомирського (перша половина 18 століття). Князь, як і інші магнати в тодішній польській державі, наділяв євреїв різноманітними привілеями, а для їхніх кагалів затвердив спеціальний статут.
Довжина вулиці незначна. В середині 30-х років на ній значилось 33 номери будинків. Окрім житлових будівель, тут розміщувались синагоги, єврейський спортивний клуб «Hasmonea», єврейська громадська організація «Linas Hacedek», перша єврейська змішана приватна гімназія. На місці, де розміщуються корпуси навчально-виробничого підприємства Українського товариства сліпих, за спогадами місцевих жителів, часто виступав єврейський пересувний театр.
Лише на розі центральної вулиці міста із Замковою стояла українська книгарня Андрія Мартинюка, де, окрім літератури, можна було придбати канцелярський папір, шкільне приладдя. Його послугами часто користувались учні Рівненської української приватної гімназії.
"Перед німецько-радянською війною, що ми нещодавно називали Вітчизняною, в кінці вул. Замкової на невеличкому пагорбі стояв замок, як мені пам'ятається з червоної цегли. На той час це була межа міста. Зовні він виглядав доволі пристойно і не здавався зруйнованим. Хоч було видно, що він є покинутий. Улітку 1940, чи 1941 (в мирний час, раніше 22 червня), вже не пригадаю, замок чомусь підірвали. Вибух був такий, що розлетілася скляна вітрина на центральній вулиці і шмат скла вп'явся мені в ногу. Ось чому, властиво, цей підрив мені запам'ятався. З інших архітектурних пам'яток на Замковій слід назвати невелику синагогу, а в провулку, що відходив від Замкової майже навпроти синагоги була невеличка пекарня, з залізним димарем. У вечірніх сутінках видно було, як з неї рясно вилітали разом з димом червоні зірочки іскор, що в моєму дитячому уявленні пов'язувлися з казковими чортами і пеклом. Пам'ятаю рівненських візників з добре амортизованими фаетонами і гарними кіньми. 22 червня 1941 рівненський залізничний вузол бомбили вже з раннього ранку, одна бомба навіть впала саме в провулок, де була пекарня. На початку 1970-х я бачив Замкову, як мені здалося, майже незмінною. Більше в Рівному побувати не довелось."